# Rossboden

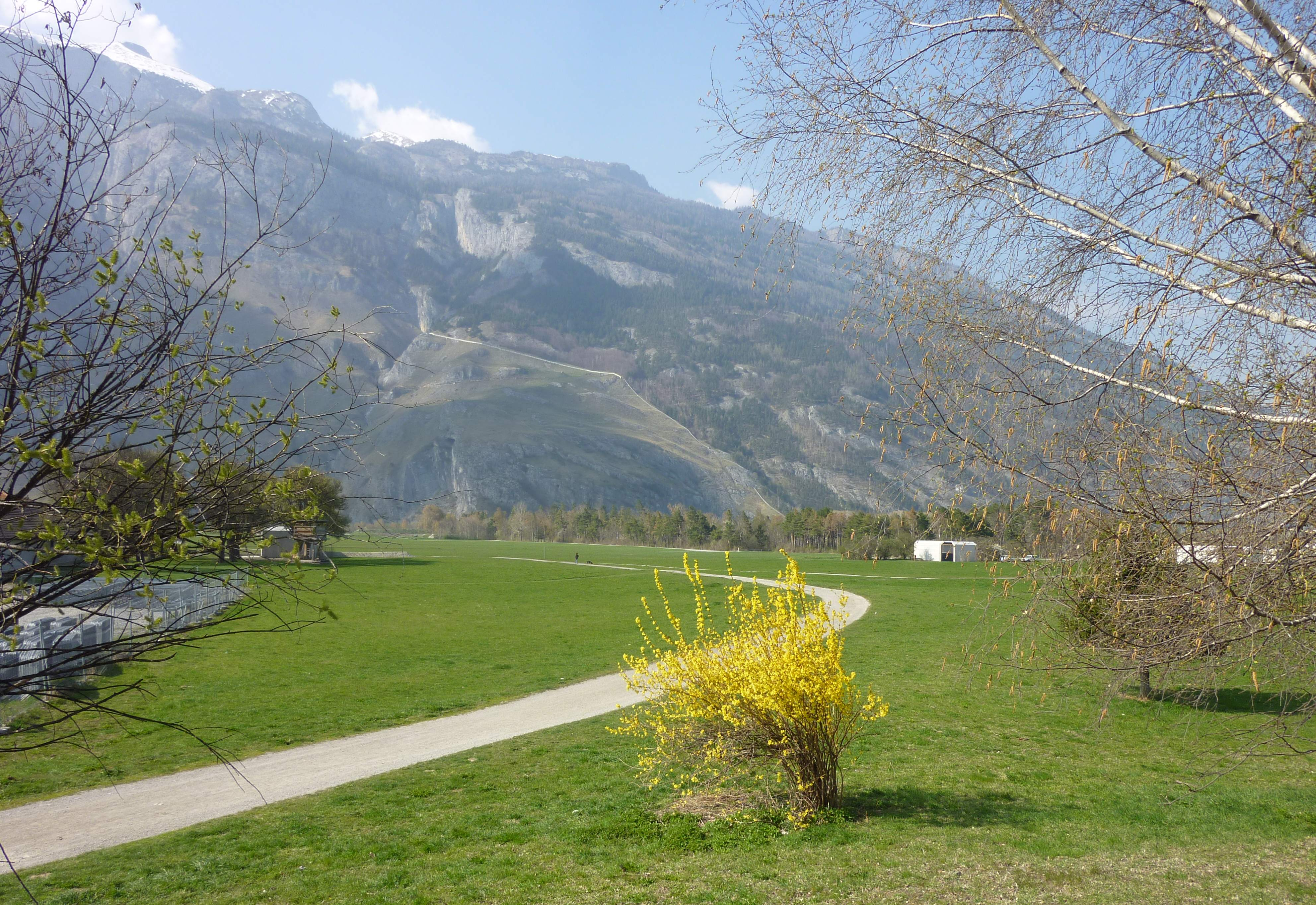
Rossboden, Blick nach Norden

Der Rossboden im Westen der Stadt  Chur im Kanton Graubünden ist ein Stadtquartier am Rhein.
Derzeit wird der Rossboden grösstenteils von der Schweizer Armee benutzt, die dort Schiessübungen und sonstige Ausbildungen durchführt. Ausserhalb der militärischen Betriebszeiten ist der Rossboden für die Öffentlichkeit zugänglich und ein   Naherholungsgebiet. Der «Panoramaweg» durch den Zielhang, auf etwa 200 m Höhe über dem Talgrund, ist an Wochenenden öffentlich zugänglich.
Die Präsenz der Armee in unmittelbarer Nähe zu den Wohngebieten ist teils umstritten. Für die Zeit nach einem Abzug der Armee existieren Pläne, die entweder eine Erschliessung für neue Gewerbezonen oder eine Umgestaltung zu einer künstlichen Seelandschaft vorsehen. Diese Idee wurden ab 2008 vom Churer Seeverein mit der Ausarbeitung von Machbarkeitsstudien vorangetrieben.
Die Armee erwog ab 2019, die von der Stadt umwachsene Kaserne an der Kasernenstrasse an die Stadt und den Kanton abzugeben und eine neue Kaserne auf dem Rossbodenareal zu errichten. Im Februar 2020 wurde ein Landtausch mit der Bürgergemeinde Chur bewilligt, im Jahr 2021 bewilligten die Churer Stimmbürger einen Kredit von 36 Millionen Franken für den Rückkauf des Kasernenareals vom Bund. Der Neubau der Kaserne auf dem Rossboden hängt von einer Zustimmung des Eidgenössischen Parlaments ab.